# Dancin' Away with My Heart
Dancin' Away with My Heart è un brano musicale del gruppo country Lady Antebellum, estratto come terzo singolo dall'album Own the Night. Pubblicato nel dicembre del 2011, il brano è stato scritto dai componenti del gruppo e Josh Kear.

## Critica
Billy Dukes di Taste of Country ha dato 3/5 stelle al singolo, dicendo che la canzone mira ad essere un brano country-pop, ma lascia quasi un amaro in bocca, in quanto l'ascoltatore si aspetta molta più profondità. Kevin John Coyne di Country Universe ha definito la traccia non brutta, ma molto noiosa.

## Tracce
iTunes
1. Dancin' Away with My Heart – 3:53

## Classifiche
| Classifica             | Posizione massima |
| ---------------------- | ----------------- |
| Canada                 | 74                |
| Stati Uniti            | 50                |
| Billboard Country Song | 18                |